# Tűzcsap

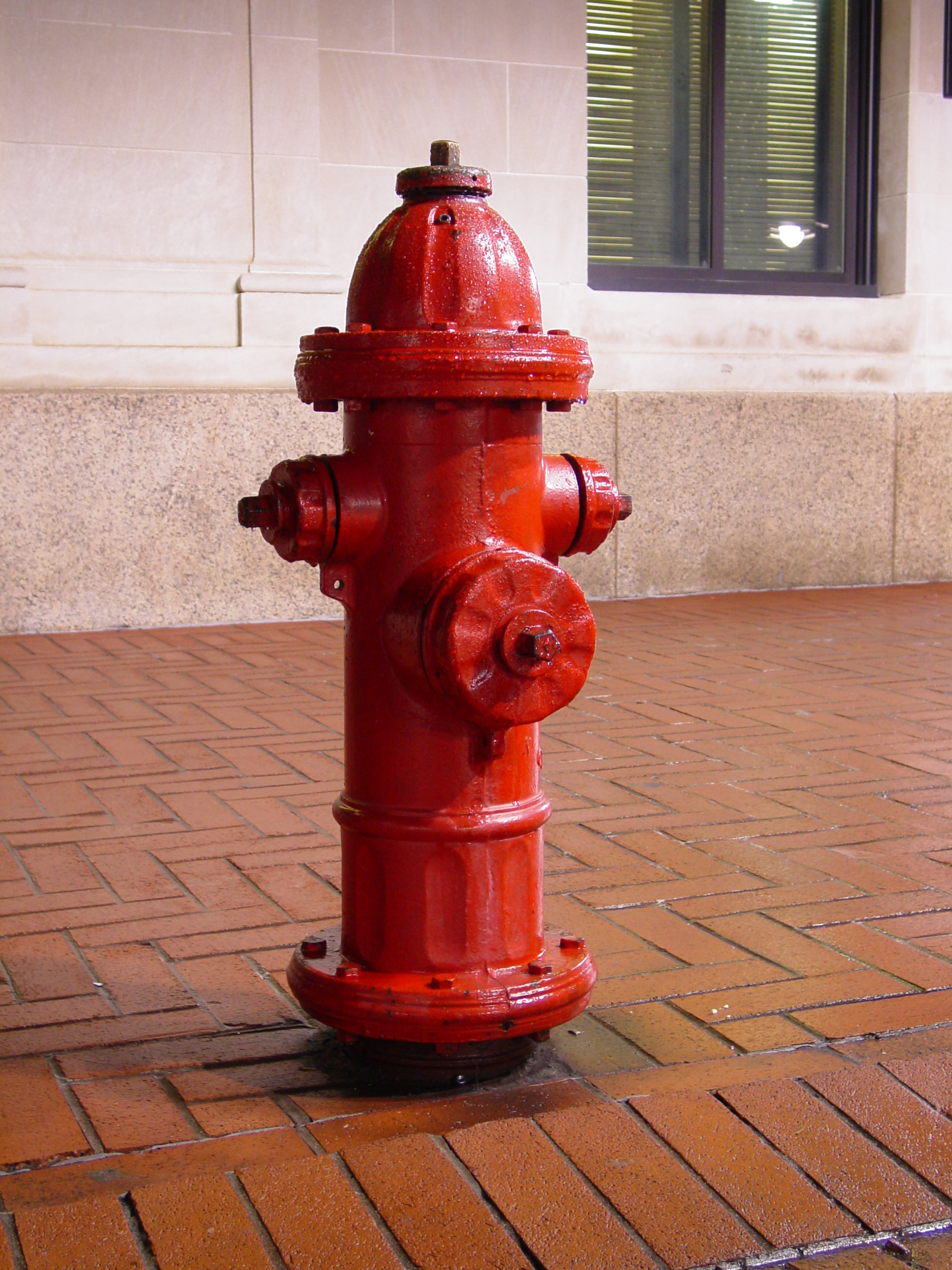
Utcai tűzcsap az USA-ban

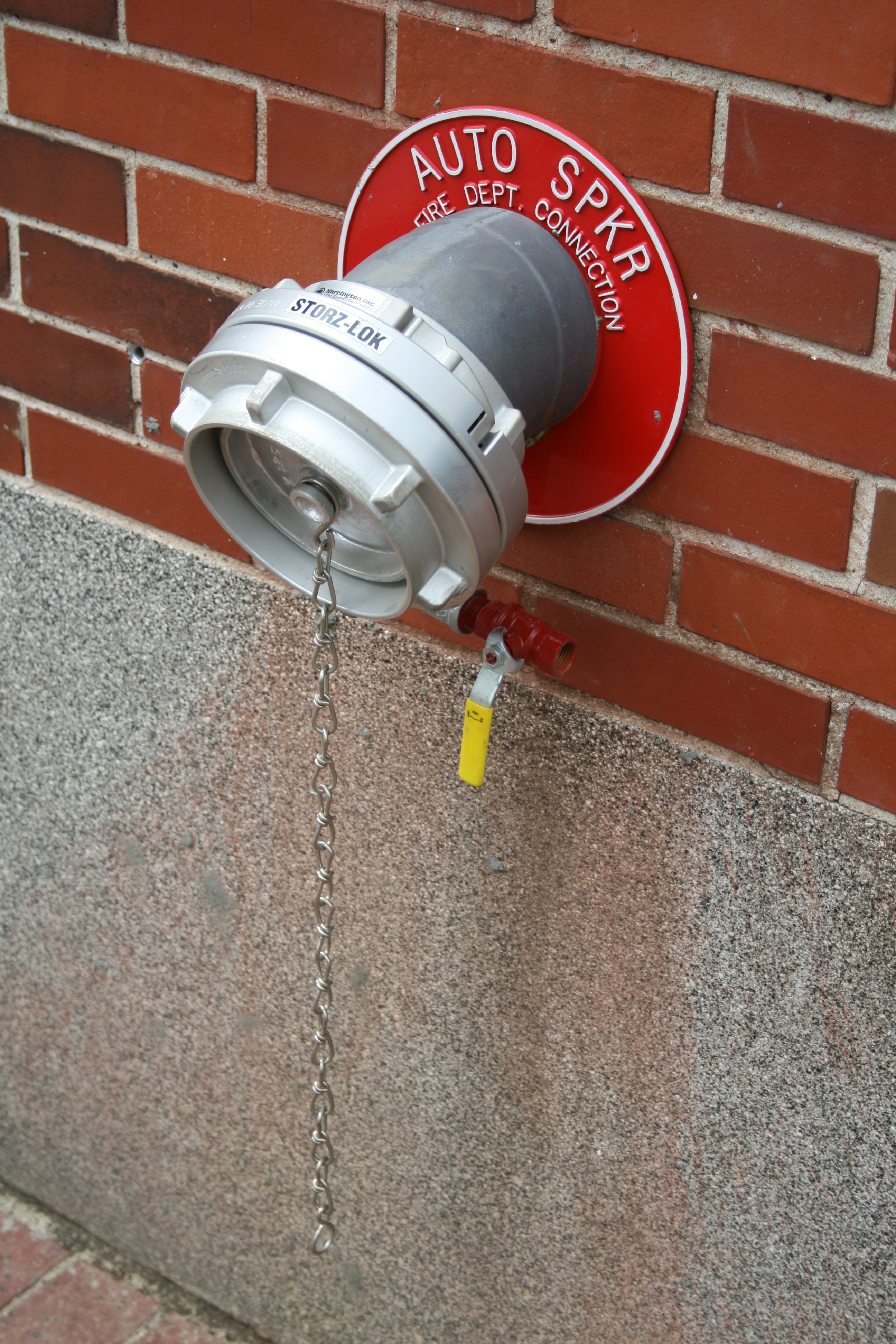
Épület falán található Storz-csatlakozó száraz felszálló vezetékhez

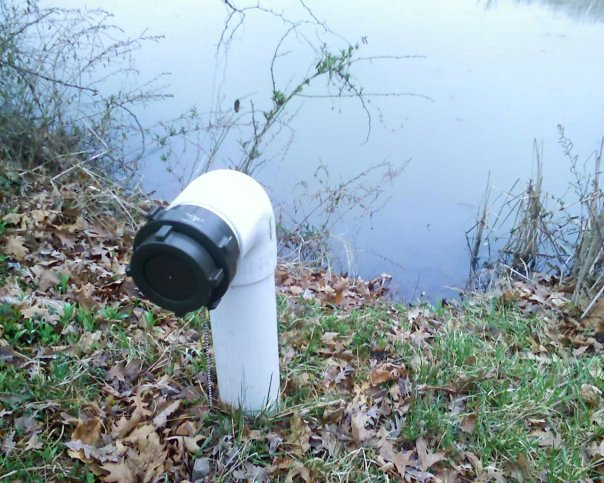
Száraz tűzcsap, ami szabad vízfelületből való vízkiemelésre alkalmas (a víz szivattyúzása szükséges)

A tűzcsap sajátos vízcsap: tűz oltásához használható, általában utcai csatlakozási pont, ahol a hálózati víz a tűzoltók rendelkezésre áll. Sűrűn lakott területeken, elsősorban városokban és tűzveszélyesség szempontjából kiemelt helyeken fordul elő.

## A magyar név sajátossága
Idegen nyelveken a "hidrant / hydrant" szó, illetve ehhez hasonló szavak használatosak, ami utalás arra, hogy itt valójában vízcsapról van szó. A magyar szó ezzel szemben a víz helyett a veszélyre, a tűzre utal.

## Működése
A tűzcsap alaphelyzetben el van zárva, és a földfelszín feletti részben nincsen víz. Kinyitása egy speciális kulccsal történik. Nincs lehetőség a víznyomás vagy a vízmennyiség szabályozására, a csapot vagy teljesen kinyitják, vagy teljesen elzárják. Ha a csap nincs megfelelően, teljesen kinyitva vagy elzárva, a föld alatt lévő részéből víz szivároghat a talajba. A csapból a helyi vízművek által szolgáltatott víz az ott elérhető nyomáson áll rendelkezésre.
A tűzoltók vagy közvetlenül a tűzoltáshoz használt fecskendőt csatlakoztatják hozzá (esetleg többet is), vagy a tűzoltáshoz használt tűzoltó gépkocsi tartályába szivattyúznak belőle vizet, ami nagyobb nyomással tudja továbbítani a fecskendők felé. A tűzoltáskor használt vezeték a víz megnyitása után nehézzé és merevvé válik (például kis ívben nem lehet vele kanyarodni), ezért a víz nyitása előtt a vezetéket a megfelelő irányba kell elrendezni. A fecskendőn rendelkezésre áll egy nyitószerkezet, amivel a tűzoltó a vizet ki tudja nyitni és el tudja zárni.
A fecskendő csatlakoztatásához Európában az ún. Storz-csatlakozást(en) használják, aminek mindkét csatlakozója egyforma. Nevét Carl August Guido Storz svájci mérnökről kapta, aki 1882-ben szabadalmaztatta.

## Használata

Példa tábla egy tűzcsap jelzésére: a felső szám a tápláló vízvezeték átmérője (mm), az alatta lévő számok az oldalirányú és egyenes irányú távolságot adják meg (m)
A táblát egy közeli falon vagy oszlopon kell elhelyezni

A tűzcsap kifolyócsonkjának a talajszinttől legalább 650–900 mm magasságban kell lennie.
A visszaélések elkerülésére a tűzcsap speciális fogóval nyitható. Mivel a tűzcsap a vízműhálózat legkönnyebben hozzáférhető része, ezért a hálózatot üzemelő vízművek alkalmi nyomásmérésre vagy a vízvezeték légtelenítésére használja. A tűzcsapra csatlakoztatott speciális műszerrel a kisebb csőtörések, szivárgások is felderíthetők a hang alapján, amit keltenek.
Épületen belüli tűzcsap oltásra való használata előtt az épületet áramtalanítani kell az áramütés veszélye miatt. Nem szabad tűzcsapot létesíteni olyan helyen, ahol a tűzcsap elfagyhat, vagy a víz használata életveszélyt, tüzet, robbanást okozhat, vagy a tűz terjedését elősegítheti.
Átmeneti jelleggel a tűzcsapot lakossági vízvételre is lehet használni (pl. csőtörés miatt fennálló tartós vízhiány esetén), de ehhez szükséges a szolgáltató vízművek írásbeli engedélye.
A tűzcsapnak legalább 1 órán keresztül legalább 2 bar nyomáson biztosítania kell az oltáshoz szükséges vízmennyiséget, amit a vízművek előírás szerint költségtérítés nélkül köteles biztosítani.
A tűzcsap festése feltűnő. Magyarországon jogszabály írja elő, hogy a tűzcsapoknak pirosnak kell lenniük. Egyes országokban a festés színe a rendelkezésre álló vízmennyiségre vagy nyomásra utal. A lehetséges fagyveszély miatt a tűzcsap a föld alatt is lehet. Ezeken a helyeken a tűzcsap helyét a legközelebbi épület falán elhelyezett tábla jelzi.

## Száraz tűzcsap

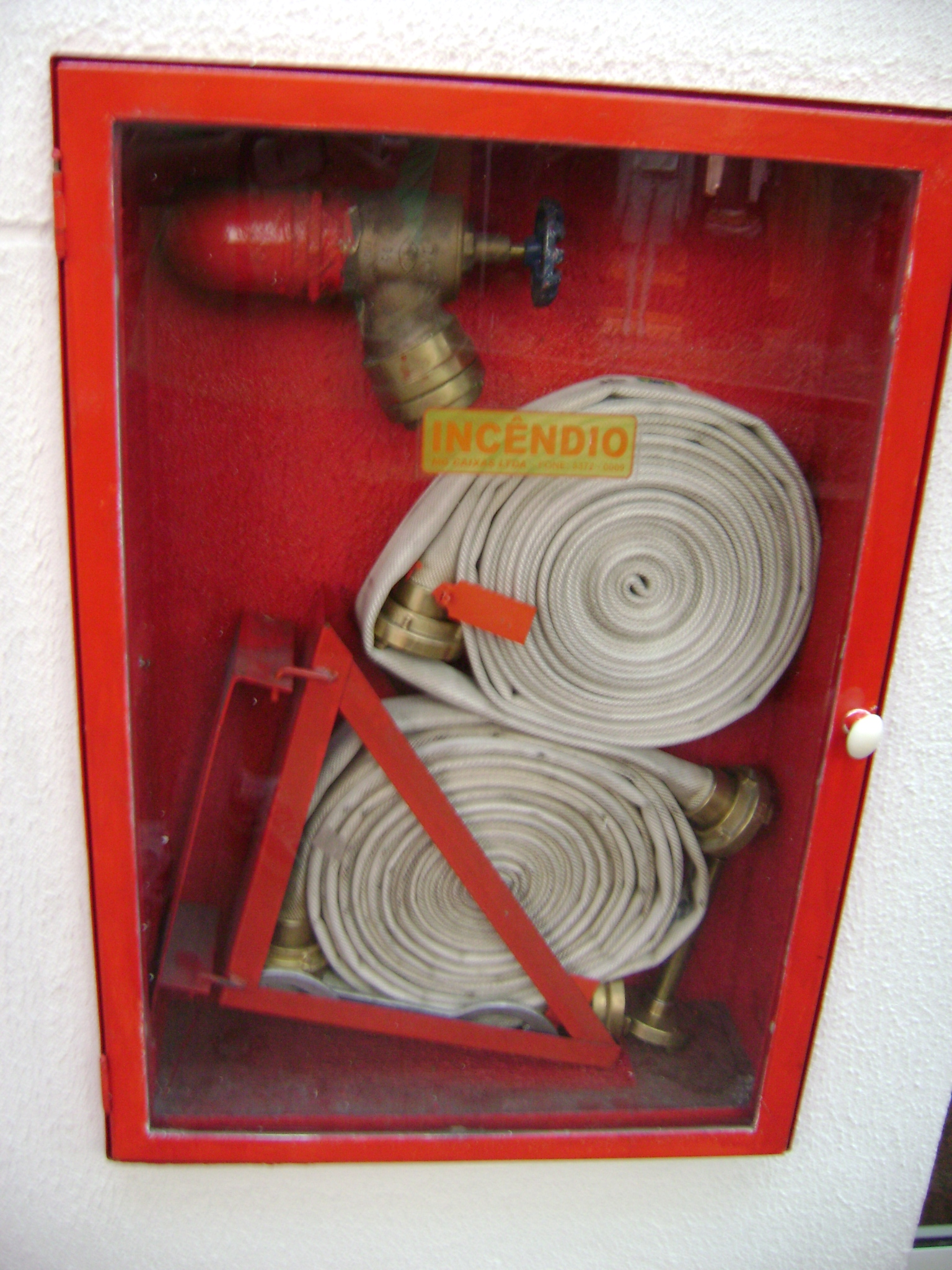
Épületen belül elhelyezett tűzcsap - jól látható a tűzoltáshoz használható, feltekert tömlő és a víz kinyitására való csap. A jelölések általában megadják a tömlő hosszát, illetve hogy a tűzcsap „száraz” vagy „vizes” (ezen a képen nem látható)

Lakott területtől, illetve víziközmű-hálózattól távol eső helyeken előfordulhat, hogy száraz tűzcsapot létesítenek tűzoltás céljára ott, ahol nagy, szabad felszíni víz áll rendelkezésre. Ebben az esetben a tűzcsap bemeneti vége a vízbe merül, ezt szűrővel látják el a szilárd anyagok kiszűrése céljából. A tűzoltóautó vagy önálló szivattyú a vízforrásból a tűzcsapon keresztül vizet tud felszívni az oltás ellátására.
Magasabb épületeknél a tűzoltáshoz nem lenne elegendő az utcai tűzcsapnál rendelkezésre álló hálózati víznyomás, illetve az épület magassága indokolhatja, hogy ezeknél az épületeknél „száraz tűzcsap”-ot létesítenek, ami arra szolgál, hogy arra rácsatlakozva a tűzoltóság az oltáshoz szükséges vizet feljuttassa a magasabb emeletekhez. Az épületen belül erre a célra külön „felszálló, száraz” vízvezetéket létesítenek az épület megépítésekor (ezt megkülönböztető felirattal és piktogrammal jelölik), amiben alapesetben nincsen víz. Tűz esetén a tűzoltást végző tűzoltó erre a pontra csatlakozik rá, míg alul, a földfelszíni csatlakozási ponton nagy nyomással vizet juttatnak be.

## Megközelíthetőség
A legtöbb országban tilos a tűzcsap meghatározott körzetében parkolni (ez általában 3-5 méter, de legalább 1,5 méter). A területet, ahol járművel emiatt tilos parkolni, a kultúrállamokban az úttest felfestésével megjelölik, ráadásul egyes tűzcsapok a fagyveszély miatt a föld alatt, rejtve helyezkednek el, tehát nehezen észrevehetők (Magyarországon 1996 óta nem létesítenek ilyet, éppen a nehezebb láthatóság és megközelíthetőség miatt). A tűzoltóknak jogukban áll a tűzoltást akadályozó tárgyat elmozdítani még annak sérülése árán is. Ilyenkor számítani kell tűzvédelmi bírság kiszabására is.

## Jogszabályok
A magyar előírások szerint beépített, lakott területen egy adott ingatlantól 100 méteren belül lennie kell tűzcsapnak, ami megfelelő nyomással vizet biztosít a tűzoltáshoz.
- 1996 évi XXXI. törvény a tűz elleni védekezésről, a műszaki mentésről és a tűzoltóságról
  - 259/2011. (XII. 7.) Korm. rendelet a tűzvédelmi hatósági feladatokat ellátó szervezetekről, a tűzvédelmi bírságról és a tűzvédelemmel foglalkozók kötelező élet- és baleset-biztosításáról
    - 54/2014. (XII. 5.) BM rendelet az Országos Tűzvédelmi Szabályzatról (OTSZ) – net.jogtar.hu/otsz

  - 58/2013. (II. 27.) Korm. rendelet a víziközmű-szolgáltatásról szóló 2011. évi CCIX. törvény egyes rendelkezéseinek végrehajtásáról

## Fordítás
Ez a szócikk részben vagy egészben  a   Fire hydrant című angol Wikipédia-szócikk fordításán alapul.  Az eredeti cikk szerkesztőit annak laptörténete sorolja fel. Ez a jelzés csupán a megfogalmazás eredetét és a szerzői jogokat jelzi, nem szolgál a cikkben szereplő információk forrásmegjelöléseként.